# Klíčování frekvenčním posuvem

Ukázka binárního FSK

Klíčování frekvenčním posuvem (anglicky Frequency-shift keying, FSK) je metoda frekvenční modulace, u které se přenáší digitální informace pomocí diskrétních změn frekvence nosné vlny. Nejjednodušší FSK je binární FSK (BFSK), která používá dvou frekvencí pro přenos binární informace (jedniček a nul). U BFSK se frekvence použitá pro přenos jedničky nazývá značková frekvence (anglicky mark frequency) a frekvence pro přenos nuly mezerová frekvence (anglicky space frequency). Nosná vlna modulovaná pomocí FSK je zobrazena na obrázku vpravo.

## Implementace FSK modemů
Referenční implementace FSK modemů je podrobně zdokumentovaná. Demodulaci binárního signálu FSK lze provádět velmi efektivně pomocí Goertzelova algoritmu, i na mikrořadičích s malým příkonem.

## Varianty FSK

### Klíčování minimálním posuvem
Klíčování minimálním frekvenčním posuvem (anglicky minimum-shift keying, MSK) je zvlášť spektrálně efektivní forma koherentního FSK. U MSK je rozdíl mezi vyšší a nižší frekvencí rovný polovině bitové rychlosti. Díky tomu průběhy signálu, které reprezentují nulové a jedničkové bity liší přesně o polovinu periody nosného signálu. Maximální odchylka frekvence je δ = 0,25 fm, kde fm je maximální modulační frekvence. Díky tomu je modulační index m roven 0,25, což je nejmenší modulační index FSK, při kterém jsou vlny pro nulu a jedničku ortogonální. Variantu MSK nazývanou GMSK používají mobilní telefony standardu GSM.

### Akustické FSK
Akustické klíčování frekvenčním posuvem (AFSK) je metoda modulace, u které jsou digitální data reprezentována změnami frekvence (výšky) slyšitelného tónu a výsledný kódovaný signál lze přenášet pomocí rádiových vln nebo telefonu. Normálně se vysílaný signál přepíná mezi dvěma tóny: jeden, nazývaný značka (anglicky mark), reprezentuje binární jedničku; druhý, mezera (anglicky space), reprezentuje binární nulu.
AFSK se liší od obyčejného klíčování frekvenčním posuvem tím, že modulace se provádí na frekvencích v základním pásmu. Pro přenos pomocí rádiových vln je signál s AFSK modulací používán pro modulaci vysokofrekvenční nosné vlny pomocí obvyklých technik, jako je amplitudová modulace nebo frekvenční modulace.
AFSK se obvykle nepoužívá pro vysokorychlostní datovou komunikaci, protože její výkonová efektivita a zabraná šířka pásma je horší než u mnoha jiných metod modulace. Kromě jednoduchosti je výhodou AFSK, že zakódované signály lze přenášet všemi obvody, které byly navrženy pro přenos střídavých signálů, včetně prakticky všech zařízení původně navržených pro přenos hudby nebo řeči.
AFSK se používá v americkém výstražném systému Emergency Alert System (EAS) v NOAA Weather Radio pro varování stanic o typu nebezpečí, zasažených oblastech a čase zveřejnění bez nutnosti poslechu hlasového sdělení.

## Aplikace
V roce 1910 Reginald Fessenden navrhl dvoutónovou metodu přenosu Morseovy abecedy. Tečky a čárky byly reprezentovány různě vysokými tóny stejné délky. Záměrem bylo minimalizovat čas přenosu.
Některé staré telegrafní vysílače používaly obloukový konvertor, který nelze klíčovat obvyklým zapínáním a vypínáním. Místo zapínání a vypínání oblouku se při klíčování mírně měnila frekvence vysílače pomocí techniky známé jako metoda kompenzační vlny. Kompenzační vlna se nepoužívala v přijímači. Tato metoda zabírá velkou šířku pásma a způsobuje rušení, takže od roku 1921 se nesmí používat.
Většina starších telefonních modemů používala akustické klíčování frekvenčním posuvem (AFSK) pro přenos dat rychlostmi do 1200 bitů za sekundu. Velmi rozšířené byly modemy Bell 103 a Bell 202, které tuto techniku používaly. I dnes severoamerický caller ID používá AFSK s modulační rychlostí 1200 baudů podle standardu Bell 202. Některé starší mikropočítače používaly zvláštní formu modulace AFSK, tak zvaný Kansas City standard, pro ukládání dat na zvukové kazety. AFSK se používá i v radioamatérském provozu, protože umožňuje používat neupravená fonická zařízení pro přenos dat. Rádiem řízené modely používají také klíčování frekvenčním posuvem, ale označují jej FM nebo PPM.
FSK se často používá pro identifikaci volajícího a v aplikacích pro vzdálené měření.